# Sanzigen
Sanzigen Inc. (株式会社サンジゲン Kabushiki gaisha Sanjigen?) es un estudio de animación japonés especializado en animación CGI. El estudio fue fundado en 2003, pero incorporado formalmente en 2006, por antiguos empleados de Gonzo, y ha contribuido con varias películas y series de anime. Su nombre se deriva de la palabra japonesa para tridimensional (三次元 sanjigen?). Sanzigen se unió a la sociedad de cartera japonesa Ultra Super Pictures con los estudios Ordet y Trigger, a quienes luego se uniría Liden Films.
Este estudio es conocido por producir series como Arpeggio of Blue Steel, BanG Dream!, From Argonavis y D4DJ.

## Historia
El 13 de diciembre de 2019, Bushiroad anunció la adquisición del 8,2 % de Sanzigen. Ultra Super Pictures posee ahora el 75,4 % de Sanzigen, y el presidente del estudio, Hiroaki Matsuura, el 16,4 % de la compañía.
El 10 de febrero de 2020, se anunció la alianza entre Sanzigen y Millepensee para crear IXIXI, un nuevo estudio de animación por computadora.

## Producciones

### Series de televisión
| Año  | Título                                        | Director(es)               | Fecha de primera transmisión | Fecha de última transmisión | Eps. | Notas | Refs.         |
| ---- | --------------------------------------------- | -------------------------- | ---------------------------- | --------------------------- | ---- | --- | ------------- |
| 2012 | Black Rock Shooter                            | Shinobu Yoshioka           | 2 de febrero de 2012         | 22 de marzo de 2012         | 8    | Adaptación del videojuego homónimo. Coproducido con Ordet. | [ 5 ]         |
| 2012 | Wooser no Sono Higurashi                      | Shinobu Yoshioka           | 2 de octubre de 2012         | 18 de diciembre de 2012     | 13   | Basado en el cuento de Yoshiki Usa y Tomoko Fujinoki. |               |
| 2013 | Arpeggio of Blue Steel                        | Seiji Kishi                | 8 de octubre de 2013         | 24 de diciembre de 2013     | 12   | Basado en el manga de Ark Performance |               |
| 2013 | Miss Monochrome: The Animation                | Yoshiaki Iwasaki           | 2 de octubre de 2012         | 18 de diciembre de 2012     | 13   | Historia original Coproducción junto a Liden Films. |               |
| 2014 | Wooser no Sono Higurashi: Kakusei-hen         | Kenji Setou                | 7 de enero de 2014           | 25 de marzo de 2014         | 12   | Secuela de Wooser no Sono Higurashi. Coproducción junto a Liden Films. |               |
| 2015 | Arslan Senki                                  | Noriyuki Abe               | 5 de abril de 2015           | 27 de septiembre de 2015    | 25   | Adaptación de las novelas ligeras escritas por Yoshiki Tanaka e ilustradas por Yoshitaka Amano. Coproducción junto a Liden Films.                                                 | [ 6 ]         |
| 2015 | Wooser no Sono Higurashi: Mugen-hen           | Kenji Setou                | 3 de julio de 2015           | 25 de septiembre de 2015    | 12   | Secuela de Wooser no Sono Higurashi: Kakusei-hen. |               |
| 2015 | Miss Monochrome The Animation 2               | Yoshiaki Iwasaki           | 3 de julio de 2015           | 25 de septiembre de 2015    | 13   | Secuela de Miss Monochrome The Animation. Coproducción junto a Liden Films. |               |
| 2015 | Miss Monochrome The Animation 3               | Yoshiaki Iwasaki           | 2 de octubre de 2015         | 18 de diciembre de 2015     | 13   | Secuela de Miss Monochrome The Animation 2. Coproducción junto a Liden Films. |               |
| 2015 | Heavy Object                                  | Takashi Watanabe           | 2 de octubre de 2015         | 25 de marzo de 2016         | 24   | Adaptación de las novelas ligeras escritas por Kazuma Kamachi e ilustradas por Ryō Nagi. Coproducción junto a J.C.Staff.                                                          |               |
| 2016 | BBK/BRNK                                      | Daizen Komatsuda           | 9 de enero de 2016           | 26 de marzo de 2016         | 12   | Anime original para celebrar el décimo aniversario del estudio. | [ 7 ]         |
| 2016 | BBK/BRNK Hoshi no Kyojin                      | Daizen Komatsuda           | 1 de octubre de 2016         | 17 de diciembre de 2016     | 12   | Secuela de BBK/BRNK. | [ 8 ]         |
| 2017 | ID-0                                          | Daizen Komatsuda           | 9 de abril de 2017           | 25 de junio de 2017         | 12   | Anime original. |               |
| 2018 | BanG Dream! Girls Band Party! ☆ Pico          | Seiya Miyajima             | 5 de julio de 2018           | 27 de diciembre de 2018     | 25   | Basado en un videojuego desarrollado por Craft Egg y Bushiroad. Coproducción junto a DMM.futureworks. Un derivado al estilo chibi de la serie de televisión de anime BanG Dream!. | [ 9 ]         |
| 2019 | BanG Dream! 2nd Season                        | Kōdai Kakimoto             | 3 de enero de 2019           | 28 de marzo de 2019         | 13   | Secuela de BanG Dream!. Temporada 1 producida por XEBEC. Cooperación de ISSEN. | [ 10 ]        |
| 2020 | BanG Dream! 3rd Season                        | Kōdai Kakimoto             | 23 de enero de 2020          | 23 de abril de 2020         | 13   | Secuela de BanG Dream! 2nd Season. | [ 10 ]        |
| 2020 | Sakura Wars the Animation                     | Manabu Ono                 | 9 de abril de 2020           | 19 de junio de 2020         | 12   | Basado en el juego Sega. | [ 11 ]        |
| 2020 | Argonavis from BanG Dream!                    | Hiroshi Nishikiori         | 11 de abril de 2020          | 4 de julio de 2020          | 13   | Spin-off de BanG Dream!. | [ 12 ]        |
| 2020 | BanG Dream! Girls Band Party! ☆ Pico - Ohmori | Seiya Miyajima             | 7 de mayo de 2020            | 29 de octubre de 2020       | 26   | Secuela de BanG Dream! Girls Band Party! ☆ Pico. | [ 13 ]        |
| 2020 | D4DJ First Mix                                | Seiji Mizushima            | 30 de octubre de 2020        | 29 de enero de 2021         | 13   | Adaptación del videojuego homónimo. | [ 14 ]        |
| 2021 | D_Cide Traumerei the Animation                | Yoshikazu Kon              | 10 de julio de 2021          | 2 de octubre de 2021        | 13   | Adaptación del videojuego homónimo. | [ 15 ]        |
| 2021 | BanG Dream! Girls Band Party! ☆ Pico Fever!   | Seiya Miyajima             | 7 de octubre de 2021         | 31 de marzo de 2022         | 26   | Secuela de BanG Dream! Girls Band Party! ☆ Pico - Ohmori. | [ 16 ]        |
| 2022 | BanG Dream! Morfonication                     | Tomomi Umetsu              | 28 de julio de 2022          | 29 de julio de 2022         | 2    | Spin-off de BanG Dream!. | [ 17 ]        |
| 2023 | D4DJ All Mix                                  | Seiji Mizushima            | 13 de enero de 2023          | 31 de marzo de 2023         | 12   | Secuela de D4DJ First Mix y Double Mix. | [ 18 ]        |
| 2023 | BanG Dream! It's MyGO!!!!!                    | Kōdai Kakimoto             | 29 de junio de 2023          | 14 de septiembre de 2023    | 13   | Spin-off de BanG Dream!. | [ 19 ]        |
| 2024 | Ishura                                        | Takeo Takahashi Yuki Ogawa | 3 de enero de 2024           | 20 de marzo de 2024         | 12   | Adaptación de la novela ligera escrita por Keiso e ilustrada por Kureta. Animación CG por Passione.                                                                               | [ 20 ]        |
| 2025 | BanG Dream! Ave Mujica                        | Kōdai Kakimoto             | 2 de enero de 2025           | 27 de marzo de 2025         | 13   | Secuela de BanG Dream! It's MyGO!!!!!. | [ 21 ]        |
| 2025 | Ishura 2nd Season                             | Takeo Takahashi Yuki Ogawa | 8 de enero de 2025           | 26 de marzo de 2025         | 12   | Secuela de Ishura. | [ 22 ]        |
| 2025 | Guilty Gear Strive: Dual Rulers               | Shigeru Morikawa           | 5 de abril de 2025           | 24 de mayo de 2025          | 8    | Adaptación del videojuego homónimo. | [ 23 ] [ 24 ] |
| 2026 | Rooster Fighter                               | Daisuke Suzuki             | Abril de 2026                | —                           | —    | Adaptación del manga escrito e ilustrado por Shū Sakuratani. | [ 25 ] [ 26 ] |

### OVA's
| Año  | Título                                           | Director         | Fecha de lanzamiento   | Nota(s)                    | Refs.  |
| ---- | ------------------------------------------------ | ---------------- | ---------------------- | -------------------------- | ------ |
| 2016 | Arslan Senki (TV) OVA                            | Noriyuki Abe     | 9 de mayo de 2016      | Adaptación del manga.      |        |
| 2016 | Arslan Senki (TV): Fuujin Ranbu - 4-koma Gekijou | Noriyuki Abe     | 9 de noviembre de 2016 | Adaptación del manga.      |        |
| 2017 | Sorcery in the Big City                          | Daizen Komatsuda | 1 de diciembre de 2017 | Secuela de Monster Strike. |        |
| 2022 | D4DJ Double Mix                                  | Daisuke Suzuki   | 19 de agosto de 2022   | Secuela de D4DJ First Mix. | [ 27 ] |

### Películas
| Año  | Título                                             | Director         | Duración | Notas                                                                              | Refs.  |
| ---- | -------------------------------------------------- | ---------------- | -------- | ---------------------------------------------------------------------------------- | ------ |
| 2012 | 009 Re:Cyborg                                      |                  | 105m     | Coproducción junto a Production I.G.                                               |        |
| 2014 | Initial D Legend 1: Awakening                      | Masamitsu Hidaka | 70m      | Coproducción junto a Production I.G.                                               |        |
| 2015 | Initial D Legend 2: Racer                          | Tomohito Naka    | 70m      | Secuela de Initial D Legend 1: Awakening. Coproducción junto a Production I.G.     |        |
| 2015 | Aoki Hagane no Arpeggio: Ars Nova DC               |                  | 105m     | Resumen de Aoki Hagane no Arpeggio.                                                |        |
| 2015 | Aoki Hagane no Arpeggio: Ars Nova Cadenza          |                  | 105m     | Continuación de la historia.                                                       |        |
| 2016 | Initial D Legend 3: Dream                          | Tomohito Naka    | 70m      | Secuela de Initial D Legend 2: Racer. Coproducción junto a Production I.G.         |        |
| 2019 | Promare                                            | Hiroyuki Imaishi | 115m     | Historia original, Coproducción con XFLAG y Trigger.                               | [ 28 ] |
| 2019 | BanG Dream! Film Live                              | Tomomi Umetsu    | 72m      | Secuela de BanG Dream! Season 2.                                                   | [ 29 ] |
| 2021 | BanG Dream! Episode of Roselia: Yakusoku           | Atsushi Mimura   | 77m      | Secuela de BanG Dream!.                                                            | [ 30 ] |
| 2021 | BanG Dream! Episode of Roselia: Song I am          | Atsushi Mimura   | 70m      | Secuela de BanG Dream! Episode of Roselia: Yakusoku.                               | [ 31 ] |
| 2021 | BanG Dream! Film Live 2nd Stage                    | Tomomi Umetsu    | 84m      | Secuela de BanG Dream! Film Live.                                                  | [ 32 ] |
| 2021 | Gekijōban Argonavis: Ryūsei no Obligato            | Shigeru Morikawa | 89m      | Resumen de From Argonavis (anteriormente conocida como Argonavis from BanG Dream!) | [ 33 ] |
| 2022 | BanG Dream! Poppin' Dream!                         | Kōdai Kakimoto   | 71m      | Secuela de BanG Dream! 3rd Season.                                                 | [ 34 ] |
| 2023 | Gekijōban Argonavis Axia                           | Shigeru Morikawa | 64m      | Secuela de From Argonavis.                                                         | [ 35 ] |
| 2024 | BanG Dream! Spring Sunshine, Lost Cat              | —                | —        | Resumen de BanG Dream! It's MyGO!!!!!.                                             | [ 36 ] |
| 2024 | BanG Dream! Sing, Songs That Become Us & Film Live | —                | —        | Resumen de BanG Dream! It's MyGO!!!!!.                                             | [ 36 ] |

## Videojuegos
- Fire Emblem: Three Houses (2019) – animación CGI
- Project Sakura Wars (2020) – animación CGI